# Steve Müller
Steve Müller (* 16. Mai 1985 in Halle (Saale)) ist ein ehemaliger deutscher Fußballspieler.

## Karriere

### Im Verein
Von 2003 bis 2005 spielte Müller beim 1. FC Magdeburg und bestritt dort insgesamt 62 Spiele. Zur Saison 2005/06 wechselte er zur zweiten Mannschaft des VfL Wolfsburg in die Oberliga Nord. 2006/07 gehörte er zwar dem Bundesligakader des VfL Wolfsburg an, kam jedoch zu keinem Profieinsatz. In der Saison 2007/08 bestritt er für den VfB Lübeck 30 Spiele in der Regionalliga Nord und sorgte mit seinem späten Treffer zum 1:0 am letzten Spieltag gegen Rot-Weiss Essen für deren Verbleib in der fortan viertklassigen Regionalliga West. 2008 wechselte er zu Erzgebirge Aue in die 3. Liga. Dort konnte er sich nicht durchsetzen und bestritt lediglich acht Spiele. Nach einem halben Jahr folgte sein Wechsel zum Wuppertaler SV Borussia. Von Januar 2009 bis Sommer 2010 trug Müller 43-mal das Trikot der Wuppertaler und schoss dabei ein Tor. Ab der Saison 2010/11 spielte er für den Regionalligisten Holstein Kiel. Nachdem der Absteiger in Müllers erster Saison nur sechster geworden war, spielte er in der nächsten Saison umso stärker und erreichte nach Siegen über Energie Cottbus, den MSV Duisburg und Mainz 05 das DFB-Pokal Viertelfinale. Müller, der gegen Mainz 05 ein Tor erzielte, traf mit den Kielern dort auf den deutschen Meister Borussia Dortmund. Diesem unterlag Holstein Kiel mit 0:4 und verpasste im Anschluss auf Platz zwei hinter dem Halleschen FC den Aufstieg in die 3. Liga. In der Saison 2012/13 gewann Müller mit Holstein Kiel die Meisterschaft und stieg nach Aufstiegsspielen gegen den KSV Hessen Kassel in die 3. Liga auf. Nach der Winterpause der Saison 2013/14 wechselte er zu Hertha BSC II in die Regionalliga Nordost. Im Juli 2014 ging Müller zum Ligakonkurrenten TSG Neustrelitz. Vom Sommer 2016 bis zu seinem Karriereende 2020 spielte Steve Müller für den FSV 63 Luckenwalde.

### In der Nationalmannschaft
Müller debütierte am 23. August 2001 für die U-17 der deutschen Nationalmannschaft beim Spiel gegen die Schweiz. Im Jahre 2002 trat er mit der U-17 dann bei der Europameisterschaft in Dänemark an und schied dort im Viertelfinale gegen Frankreich aus. Danach bestritt er fünf weitere Einsätze für die U-18 Nationalmannschaft.